# Slavoška
Slavoška este o comună slovacă, aflată în districtul Rožňava din regiunea Košice. Localitatea se află la altitudinea de 423 m deasupra n.m., se întinde pe o suprafață de 4,38 km2 și în 2017 număra 133 de locuitori.

## Istoric
Localitatea Slavoška este atestată documentar din 1563.

## Demografie
| An:                | 1994 | 2004   | 2014   | 2024   |
| ------------------ | ---- | ------ | ------ | ------ |
| Număr de persoane: | 130  | 123    | 132    | 139    |
| Diferență:         |      | −5,38% | +7,31% | +5,30% |

| An:                | 2023 | 2024   |
| ------------------ | ---- | ------ |
| Număr de persoane: | 135  | 139    |
| Diferență:         |      | +2,96% |